# Aksu, Xinjiang
Aksu, även känd som Aqsu och Akesu, är en prefektur i den autonoma regionen Xinjiang i nordvästra Kina.

## Geografi
Prefekturen är belägen i den nordvästra delen av Tarimbäckenet och Tian Shans södra sluttning. Den södra delen av prefekturen täcks av Takla Makan-öknen. Jordbruk är endast möjlig i den delar som bevattnas av Tarimfloden och dess bifloder Aksufloden och Muzatfloden.
Staden Aral, som lyder under Produktions- och konstruktionskåren i Xinjiang, är belägen som en enklav mitt i prefekturen Aksu.

## Administrativ indelning
Prefekturen är indelad i en stad på häradsnivå och åtta härad:
|    |                 |           |               |                            |                            |                   |           |                         |  |
| Nr | Namn            | Kinesiska | Pinyin        | Uiguriska (arabisk skrift) | Uiguriska (latinsk skrift) | Befolkning (2010) | Yta (km²) | Befolkningstäthet(/km²) |  |
| 1  | Aksu stad       | 阿克苏市  | Ākèsū shì     | ئاقسۇ شەھىرى               | Aqsu shehiri               | 535 657           | 14 450    | 37                      |  |
| 2  | Onsu härad      | 温宿县    | Wēnsù xiàn    | ئونسۇ ناھىيىسى             | Onsu nahiyisi              | 233 933           | 14 376    | 16,2                    |  |
| 3  | Kuchar härad    | 库车县    | Kùchē xiàn    | كۇچار ناھىيىسى             | Kuchar nahiyisi            | 462 588           | 14 529    | 31,8                    |  |
| 4  | Shayar härad    | 沙雅县    | Shāyǎ xiàn    | شايار ناھىيىسى             | Shayar nahiyisi            | 257 502           | 31 887    | 8                       |  |
| 5  | Toqsu härad     | 新和县    | Xīnhé xiàn    | توقسۇ ناھىيىسى             | Toqsu nahiyisi             | 172 064           | 5 831     | 29,5                    |  |
| 6  | Bay härad       | 拜城县    | Bàichéng xiàn | باي ناھىيىس                | Bay nahiyisi               | 229 252           | 15 917    | 14,4                    |  |
| 7  | Uchturpan härad | 乌什县    | Wūshí xiàn    | ئۇچتۇرپان ناھىيىسى         | Uchturpan nahiyisi         | 197 990           | 9 065     | 21,8                    |  |
| 8  | Avat härad      | 阿瓦提县  | Āwǎtí xiàn    | ئاۋات ناھىيىسى             | Avat nahiyisi              | 237 562           | 12 592    | 18,9                    |  |
| 9  | Kelpin härad    | 柯坪县    | Kēpíng xiàn   | كەلپىن ناھىيىسى            | Kelpin nahiyisi            | 44 261            | 8 915     | 5                       |  |